# Mercedes Cup 2014
Il Mercedes Cup 2014 è stato un torneo maschile di tennis giocato sulla terra rossa. È stata la 37ª edizione del Mercedes Cup, che fa parte della categoria ATP World Tour 250 series nell'ambito dell'ATP World Tour 2014. Il torneo si è giocato a Stoccarda, dal 7 al 13 luglio 2014.

## Partecipanti

### Teste di serie
| Nazionalità | Giocatrice             | Ranking* | Testa di serie |
| ----------- | ---------------------- | -------- | -------------- |
| Italia      | Fabio Fognini          | 15       | 1              |
| Russia      | Michail Južnyj         | 16       | 2              |
| Spagna      | Roberto Bautista Agut  | 23       | 3              |
| Spagna      | Feliciano López        | 26       | 4              |
| Germania    | Philipp Kohlschreiber  | 28       | 5              |
| Spagna      | Guillermo García López | 34       | 6              |
| Colombia    | Santiago Giraldo       | 35       | 7              |
| Argentina   | Federico Delbonis      | 37       | 8              |

* Le teste di serie sono basate sul ranking al 23 giugno 2014

### Altri partecipanti
I seguenti giocatori hanno ricevuto una wild card per il tabellone principale:
- Alexander Zverev
- Philipp Petzschner
- Michael Berrer

I seguenti giocatori sono passati dalle qualificazioni:

- Philipp Davydenko
- Marco Cecchinato
- Yann Marti
- Mate Delić

I seguenti giocatori sono entrati in tabellone come lucky loser:
- Louk Sorensen
- Henri Laaksonen

## Campioni

### Singolare
Roberto Bautista Agut ha sconfitto in finale  Lukáš Rosol per 6-3, 4-6, 6-2.
- È il secondo titolo in carriera per Bautista Agut.

### Doppio
Mateusz Kowalczyk /  Artem Sitak hanno sconfitto in finale  Guillermo García López /  Philipp Oswald per 2-6, 6-1, [10-7].